# Grand Canyon (curta-metragem)
Grand Canyon é um filme em curta-metragem estadunidense de 1958 dirigido por James Algar. 
Venceu o Oscar de melhor curta-metragem em live action na edição de 1959.